# Alain Conte
Alain Conte (Ravenna, 17 maggio 1985) è un allenatore di calcio italiano.

## Carriera
Dopo diverse esperienze nei settori giovanili e femminili romagnoli, a partire dalla stagione 2018 Alain Conte diventa allenatore della San Marino Academy femminile. Al termine della stagione 2018-2019 la squadra vince il girone C di Serie C davanti al Pontedera allenato da Renzo Ulivieri e il Perugia, qualificandosi per la finale spareggio: le titane vincono contro la Riozzese grazie alle reti di Lanotte e Menin e salgono in Serie B per la prima volta nella loro storia in un girone unico nazionale.
Nella stagione 2019-2020 la San Marino Academy si laurea campione d'inverno e accede ai quarti di finale di Coppa Italia, unica squadra di Serie B a farlo, battendo agli ottavi di finale l'Hellas Verona allenata da Emiliano Bonazzoli. Ai quarti di finale affronta la Roma in una sfida di andata e ritorno, che vede prevalere la squadra giallorossa. La stagione viene interrotta il 9 marzo 2020 a causa della pandemia di COVID-19, quando la San Marino Academy era al terzo posto in classifica dietro a Napoli e Lazio, ma con una partita in meno rispetto alla squadra bianco celeste. Il campionato non riprende e la FIGC decide di chiudere la stagione assegnando i risultati attraverso l'applicazione di un algoritmo che premia la squadra di Conte che viene promossa in Serie A per la prima volta nella sua storia.
Grazie alla promozione nella massima serie italiana di calcio femminile, Conte viene ammesso di diritto al corso allenatori professionisti UEFA A di Coverciano, al termine del quale ottiene anche un riconoscimento per il risultato raggiunto. 
Ad aprile 2021 viene insignito della Panchina d'argento per il calcio femminile per la stagione 2019-2020, ma a causa della pandemia ancora in atto è lo stesso presidente del Settore Tecnico della FIGC Demetrio Albertini a consegnare il premio al tecnico romagnolo.
Al termine della stagione 2020-2021, la San Marino Academy retrocede in Serie B all'ultima giornata, con la sconfitta subita al San Marino Stadium contro la Fiorentina. 
Per la stagione 2021-2022, in accordo con la società, non rinnova il contratto e viene sostituito da Alessandro Recenti, che però alla quinta giornata si dimette. La San Marino Academy allora richiama Conte il 14 ottobre 2021 che festeggia con la vittoria in Coppa Italia contro la Pro Sesto il ritorno sulla panchina biancazzurra. Al termine della stagione la squadra sammarinese si classifica terza dietro a Como (promosso in serie A) e Brescia, ma a fine stagione le strade si separano nuovamente. La società decide infatti di sostituire sia l'allenatore romagnolo che il direttore sportivo Ivan Zannoni, entrambi protagonisti della doppia promozione della squadra di San Marino.
Nella stagione 2023-2024 diventa il nuovo allenatore del Cesena femminile ed il 15 ottobre 2023 (proprio contro la San Marino Academy) festeggia con una vittoria le 100 panchine nel femminile tra Serie A, Serie B e Serie C.

## Attività politica
Da maggio 2019 Alain Conte ricopre il ruolo di consigliere comunale per il Comune di Cervia. È stato infatti eletto per la lista civica "Cervia ti amo", di cui è anche capogruppo, all'interno della coalizione di centro-sinistra, a sostegno del sindaco Massimo Medri.
Alle elezioni amministrative dell'8/9 giugno del 2024, viene rieletto per il secondo mandato con 167 preferenze nelle file della lista civica "Cambia con me - Mazzolani Sindaco", ricoprendo la carica di capogruppo di opposizione in consiglio comunale. 
Si dimette il 10 gennaio 2025.

## Statistiche

### Statistiche da allenatore
Statistiche aggiornate al 18 maggio 2025. In grassetto le competizioni vinte.
| Stagione          | Squadra           | Campionato        | Campionato | Campionato | Campionato | Campionato | Coppe nazionali | Coppe nazionali | Coppe nazionali | Coppe nazionali | Coppe nazionali | Coppe continentali | Coppe continentali | Coppe continentali | Coppe continentali | Coppe continentali | Altre coppe | Altre coppe | Altre coppe | Altre coppe | Altre coppe | Totale | Totale | Totale | Totale | % Vittorie | Piazzamento |
| Stagione          | Squadra           | Comp              | G          | V          | N          | P          | Comp            | G               | V               | N               | P               | Comp               | G                  | V                  | N                  | P                  | Comp        | G           | V           | N           | P           | G      | V      | N      | P      | %          | Piazzamento |
| ----------------- | ----------------- | ----------------- | ---------- | ---------- | ---------- | ---------- | --------------- | --------------- | --------------- | --------------- | --------------- | ------------------ | ------------------ | ------------------ | ------------------ | ------------------ | ----------- | ----------- | ----------- | ----------- | ----------- | ------ | ------ | ------ | ------ | ---------- | ----------- |
| 2018-2019         | San Marino        | C                 | 22+1       | 18+1       | 3          | 1          | CI-C            | 5               | 4               | 0               | 1               | -                  | -                  | -                  | -                  | -                  | -           | -           | -           | -           | -           | 28     | 23     | 3      | 2      | 82,14      | 1º (prom.)  |
| 2019-2020         | San Marino        | B                 | 15         | 10         | 2          | 3          | CI              | 5               | 2               | 1               | 2               | -                  | -                  | -                  | -                  | -                  | -           | -           | -           | -           | -           | 20     | 12     | 3      | 5      | 60,00      | 2º (prom.)  |
| 2020-2021         | San Marino        | A                 | 22         | 3          | 3          | 16         | CI              | 2               | 1               | 0               | 1               | -                  | -                  | -                  | -                  | -                  | -           | -           | -           | -           | -           | 24     | 4      | 3      | 17     | 16,67      | 11º (retr.) |
| ott. 2021-2022    | San Marino        | B                 | 21         | 11         | 5          | 5          | CI              | 2               | 1               | 0               | 1               | -                  | -                  | -                  | -                  | -                  | -           | -           | -           | -           | -           | 23     | 12     | 5      | 6      | 52,17      | Sub., 3º    |
| Totale San Marino | Totale San Marino | Totale San Marino | 81         | 43         | 13         | 25         |                 | 14              | 8               | 1               | 5               |                    | -                  | -                  | -                  | -                  |             | -           | -           | -           | -           | 95     | 51     | 14     | 30     | 53,68      |             |
| 2023-2024         | Cesena            | B                 | 30         | 22         | 3          | 5          | CI              | 2               | 1               | 0               | 1               | -                  | -                  | -                  | -                  | -                  | -           | -           | -           | -           | -           | 32     | 23     | 3      | 6      | 71,88      | 4º          |
| 2024-2025         | Cesena            | B                 | 30         | 14         | 2          | 14         | CI              | 2               | 1               | 0               | 1               | -                  | -                  | -                  | -                  | -                  | -           | -           | -           | -           | -           | 32     | 15     | 2      | 15     | 46,88      | 7º          |
| Totale Cesena     | Totale Cesena     | Totale Cesena     | 60         | 36         | 5          | 19         |                 | 4               | 2               | 0               | 2               |                    | -                  | -                  | -                  | -                  |             | -           | -           | -           | -           | 64     | 38     | 5      | 21     | 59,38      |             |
| Totale carriera   | Totale carriera   | Totale carriera   | 141        | 79         | 18         | 44         |                 | 18              | 10              | 1               | 7               |                    | -                  | -                  | -                  | -                  |             | -           | -           | -           | -           | 159    | 89     | 19     | 51     | 55,97      |             |

## Palmarès

### Club

#### Competizioni nazionali
- Campionato italiano di Serie C: 1

San Marino Academy: 2018-2019

### Individuale
- Panchina d'argento: 1

2019-2020